# Renkum
Renkum – miasto i gmina w Holandii, w prowincji Geldria. W 2007 liczyło 31 640 mieszkańców.

## Współpraca
Miejscowość partnerska:
- Tervuren, Belgia